# Catherine Webb
Catherine Webb (ur. 1986 w Wielkiej Brytanii) – brytyjska pisarka, autorka bestsellerów publikująca książki pod pseudonimami literackimi Kate Griffin i Claire North.

## Osiągnięcia
Zadebiutowała jako czternastolatka powieścią W lustrze snów opublikowaną w 2002 roku. Krytycy porównują jej styl do Terry’ego Pratchetta i Philipa Pullmana. Od tamtej pory napisała jeszcze siedem książek pod własnym nazwiskiem. Kolejnych sześć powieści fantasy dla dorosłych opublikowała pod pseudonimem Kate Griffin.
W 2014 roku przyjęła kolejny pseudonim – Claire North – pod którym wydała powieść Pierwszych piętnaście żywotów Harry’ego Augusta. Książka zdobyła Nagrodę im. Johna W. Campbella za powieść, była nominowana do Nagrody im. Arthura C. Clarke’a, została też wyróżniona przez Richard and Judy Book Club, Waterstones Book Club oraz BBC Radio 2 Book Club. W 2017 roku Mam na imię Hope otrzymała World Fantasy Award dla najlepszej powieści, a w 2019 roku książka 84 000 uzyskała nominację do nagrody im. Philipa K. Dicka.
Catherine Webb studiowała w London School of Economics, a w 2010 roku ukończyła Royal Academy of Dramatic Art. Mieszka w Londynie.

## Twórczość

### Powieści wydane pod nazwiskiem Catherine Webb
- W lustrze snów (Mirror Dreams, 2002), wyd. polskie Amber 2003, ISBN 83-241-1275-8, tłum. Edyta Jaczewska
- Po drugiej stronie snów (Mirror Wakes, 2003), wyd. polskie Amber 2004, ISBN 83-241-1504-8, tłum. Radosław Januszewski
- Waywalkers (2003)
- Timekeepers (2004)
- Zadziwiające i niezwykłe przygody Horacego Lyle’a (The Extraordinary and Unusual Adventures of Horatio Lyle, 2006), wyd. polskie Nasza Księgarnia 2007, ISBN 978-83-10-11336-8, tłum. Hanna Pustuła-Lewicka
- The Obsidian Dagger: Being the Further Extraordinary Adventures of Horatio Lyle (2006)
- The Doomsday Machine: Another Astounding Adventure of Horatio Lyle (2008)
- The Dream Thief: An Extraordinary Horatio Lyle Mystery (2010)

### Powieści wydane pod pseudonimem Kate Griffin

#### cyklMatthew Swift
- Szaleństwo aniołów (A Madness of Angels, 2009), wyd. polskie Mag 2011, ISBN 978-83-7480-196-6, tłum. Michał Jakuszewski
- Nocny burmistrz (The Midnight Mayor, 2010), wyd. polskie Mag 2011, ISBN 978-83-7480-203-1, tłum. Michał Jakuszewski
- Neonowy dwór czyli zdrada Matthew Swifta (The Neon Court, 2011), wyd. polskie Mag 2011, ISBN 978-83-7480-216-1, tłum. Michał Jakuszewski
- Rada Mniejszości (The Minority Council, 2012), wyd. polskie Mag 2015, ISBN 978-83-7480-608-4, tłum. Michał Jakuszewski
- Stray Souls (2012)
- The Glass God (2013)

### Powieści wydane pod pseudonimem Claire North
- Pierwszych piętnaście żywotów Harry’ego Augusta (The First Fifteen Lives of Harry August, 2014), wyd. polskie Świat Książki 2015, ISBN 978-83-7943-792-4, tłum. Tomasz Wyżyński
- Dotyk (Touch, 2015), wyd. polskie Świat Książki 2016, ISBN 978-83-8031-404-7, tłum. Tomasz Wyżyński
- The Gameshouse (2015)
- Mam na imię Hope (The Sudden Appearance of Hope, 2016), wyd. polskie Świat Książki 2021, ISBN 978-83-8139-437-6, tłum. Marta Kitowska, Łukasz Witczak
- U schyłku dnia (The End of the Day, 2017), wyd. polskie Świat Książki 2020, ISBN 978-83-8139-312-6, tłum. Tomasz Wyżyński
- 84 000 (84K, 2018), wyd. polskie Świat Książki 2019, ISBN 978-83-8139-008-8, tłum. Tomasz Wyżyński
- The Pursuit of William Abbey (2019)
- Notes from the Burning Age (2021)
- Trylogia The Songs of Penelope
  - Ithaca (2022)
  - House of Odysseus (2023)
  - The Last Song of Penelope (2024)